# セルコン
セルコン ジルコニア セラミックスは、酸化ジルコニウム含有の白色の歯科補綴材料である。

## 沿革
ジルコニア セラミックスの歯の治療への応用はチューリッヒ工科大学とデンツプライ デグデント社の研究により、2001年に金属に替わる差し歯やブリッジ治療のシステム（セルコン スマート セラミックス）として市販され、日本国内においてはセルコンが2005年に厚生労働省の薬事承認を取得し、一般に普及している。

## 特徴
- 自然な歯の色に近いため、透明感のある歯を再現。[1]
- 歯ぐきへの負担が少なく、黒ずみや黒い線がでない。[1]
- 金属アレルギーの心配がない。[1]
- 軽量でありながら金属と同等の強度を持ち、長持ち。[1]
- 微小結晶構造により、最近の付着が少なく衛生的。[1]